# معركة بغداد (946)
معركة بغداد (946 م) دارت بين القوات البويهية بقيادة معز الدولة ضد إمارة الموصل تحت قيادة ناصر الدولة داخل مدينة بغداد، استمرت المعركة أربعة أشهر، وانتهت في النهاية بانتصار البويهيين، الذين طردوا الحمدانيين من بغداد بهجوم كبير، وضمنوا السيطرة على المدينة.
تمثل المعركة أول صراعاً في الحروب البويهية الحمدانية اللَّاحقة، وكان أيضًا الصراع الوحيد الذي حدث في منطقة البويهيين، وليس في منطقة الحمدانيين.

## خلفية
أصبحت بغداد في حوزة البويهيين عندما تقدم أحمد بن بويه من الأهواز بجيشه ودخل المدينة في ديسمبر 945، ولدى وصوله التقى بالخليفة العباسي المستكفي بالله الذي وافق على توليته شؤون البلاد ومنحه وسام "معز الدولة"، وقد استقبل الأمير الحمداني ناصر الدولة الذي كان يحكم الموصل وأقضية الجزيرة الشرقية أخبار هذا الحدث بشكلٍ سلبيّ للغاية، حيث أن ناصر الدولة كان قد سيطر على بغداد سابقًا عام 942 وما زال يأمل في استعادة المدينة. وبالتالي فإن استيلاء معز الدولة على العاصمة كان تطورًا غير مرحب به بالنسبة له.
كان لدى ناصر الدولة الحمداني سبب كافٍ للثقة في قدرته على هزيمة معز الدولة إذا حاول الاستيلاء على بغداد، وقد عزز جيشه بوصول العديد من الجنود الأتراك الفارّين من بغداد قبل دخول معز الدولة إلى العاصمة مباشرة، وكان أكثر دراية بالمنطقة الواقعة بين الموصل وبغداد من منافسه، أما معز الدولة فكان على أرض أقل أمناً. وكانت بغداد في حالة يرثى لها بفضل سنوات من سوء الإدارة، وكانت تعاني من مشاكل مالية وعسكرية عديدة. علاوة على ذلك، حصل ناصر الدولة على ذريعة للحرب عندما قام معز الدولة في يناير 946 بعزل الخليفة المستكفي وقام بسمل عينيه وأصابهُ بالعمى واستبدله فضل المطيع لله الأكثر طاعة. ونتيجة لهذه العوامل اتخذ ناصر الدولة لهجة عدوانية مع البويهيين، امتنع عن دفع الجزية لبغداد، ورفض الاعتراف بالمطيع كخليفة، واستمر في صك العملات المعدنية باسم المستكفي. 

## بداية العداء
سرعان ما أصبح من الواضح أن الأميرين، لن يتمكنا من التوصُّل إلى اتفاق مع بعضهما البعض، في فبراير 946، أرسل معز الدولة جيشًا بقيادة موسى فياضة وينال كوش إلى عكبرا، استعدادًا لحملة لاحتلال الموصل. إلَّا أن الحملة انتهت عندما انقلب ينال كوش على زميله موسى فجأة وهرب إلى الحمدانيين، وردَّ ناصر الدولة على هذا العمل الغادر، بقيادة جيشه بنفسه الذي ضم عدداً من الأتراك إلى سامراء في الشهر التالي، وبالمثل جمع معز الدولة قواته وغادر بغداد مع الخليفة المطيع إلى عكبرا.
وفي أثناء تواجده في سامراء، أرسل ناصر الدولة الحمداني شقيقهُ جبير للتسلل والالتفاف حول الجيش البويهي والتوجه جنوبًا إلى بغداد، وعندما وصل جبير إلى المدينة، استقبله المواطنون وسكرتير معز الدولة السابق أبو جعفر بن شيرزاد الذي أعلن ولائه للحمدانيين، وأدار شؤون بغداد نيابة عنهم، ثم قرر ناصر الدولة التوجُّه إلى بغداد بنفسه، حيث ترك ابن عمه الحسين بن سعيد في الميدان لإلهاء معز الدولة، واتجه جنوبًا ووصل إلى غرب بغداد في 15 أبريل، وعلى الرغم من أنه اضطر إلى تدمير أمتعته وغنائمه، بسبب تهديد عدد من الديلميين بالاستيلاء عليها، فقد تمكَّن هو وقواته من السيطرة على المدينة.
عندما علم معز الدولة البويهي، أنه فقد السيطرة على بغداد، جمع جنوده الديلميين الذين كانوا مشغولين بنهب تكريت وسامراء، وعاد بهم إلى المدينة، وعندما وصل، وجد أن ناصر الدولة قد عبر نهر دجلة، وأقام معسكرًا خارج حي الشماسية شرق بغداد، فتحصن في الجانب الغربي من المدينة واستعد الجانبان للقتال.

## المعركة

### الجمود
خلال الأشهر الثلاثة التالية، تم تقسيم السيطرة على بغداد بين الحمدانيين والبويهيين، حيث كان نهر دجلة بمثابة الخط الفاصل بينهما، فعلى الجانب الحمداني، قام ناصر الدولة الحمداني آنذاك بترقية ابن شيرزاد ليكون أحد قادته الرئيسيين، بينما على الجانب الغربي، أدار أبو جعفر الصيمري أو السيمري، كبير مُساعدي معز الدولة، المجهود الحربي البويهي.
كان كُلاً من الجانبين مصممين بشكل واضح على السيطرة الدائمة على المدينة، وسرعان ما وصلت المعركة إلى طريق مسدود، فوقع القتال في شتَّى الأنحاء من بغداد، فقد شنت قوات الحمدانيين والبويهيين طلعات هجومية ضد بعضها البعض، لكن لم يتمكن أي من الطرفين من تحقيق نصر كبير بما يكفي للسيطرة على نصفي المدينة، فقد كان إيصال القوات عبر نهر دجلة بنجاح يمثل تحديًا كبيرًا للطرفين، وحتى إذا تمكن الجيش من الوصول إلى الشاطئ المقابل، فإنه عادة ما يضطر إلى التراجع في وقت قصير.
كانت محاولات الأطراف المتحاربة للسيطرة على نهر دجلة جانباً رئيسياً من القتال الطويل زمنياً، حيث قام كل من الجيشين الحمداني والبويهي ببناء الزابزاب وهي زوارق نهرية صغيرة، واستخدموها لشن هجمات على بعضهم البعض، وكان ابن شيرزاد يقود كل يوم عددًا من الزابزاب المليئين بالأتراك صعودًا وهبوطًا في نهر دجلة، ويطلقون السهام على الديلميين المتمركزين في الجانب الغربي من المدينة، كما قام معز الدولة ببناء أسطول من الزابزاب، واستخدمته قواته لمحاربة القوات الحمدانية التي تقوم بدوريات في النهر.
على الجانب الشرقي، حاول ناصر الدولة إضفاء الشرعية على استيلائه على المدينة من خلال إعادة إصدار العملة المعدنية بين 942-943، منذ آخر مرة كان فيها مسيطرًا على بغداد، وقد أيده العديد من السُكَّان آنذاك ودعموه طوال القتال، كما تمكن ابن شيرزاد من تعزيز صفوف القوات الحمدانية من خلال تجنيد المواطنين المحليين والمجرمين، وشاركوا في الهجمات على قوات الديلمي التابعة لمعز الدولة.
عانت بغداد بشكل كبير طوال فترة القتال اقتصادياً وأمنياً، حيث استولى الجانبان على إنتاج المزارعين المحليين لإطعام قواتهم، وتمكن شرق بغداد من تجنب أي نقص خطير بفضل الشحنات المتدفقة من الموصل، لكن الجانب الغربي تعرض لحصار طوال فترة الصراع. منعت قوات ناصر الدولة المدنيين على الجانب الغربي من العبور إلى الشرق، في حين حاصر عدد من القبائل العربية المتحالفة مع البويهيين غرب بغداد وقطعت تدفق الإمدادات، كان الحصار فعالاً وسرعان ما تفشى النقص في الجانب البويهي، فقد ارتفع سعر الخبز إلى أكثر من ستة أضعاف ما كان يباع به على الجانب الشرقي من النهر، وكان في بعض الأحيان غير متوفر على الإطلاق. تم تحويل الجائعين إلى أكل العشب والجيف، وقد تم إعدام العديد من النساء من قبل البويهيين، من أجل أكل لحومهن، نتيجة الحصار.

### الانتصار البويهي
بحلول شهر يوليو 945، ومع عدم وجود نهاية للمعركة في الأفق ومع الحصار الذي أدى إلى ندرة الإمدادات بشكل متزايد، كان معز الدولة يُفكر جديًا في التخلي عن غرب بغداد والتراجع إلى مدينة الأهواز. قرر في النهاية القيام بمحاولة أخيرة للاستيلاء على الجانب الشرقي، وإذا فشلت الجهود فإنه سيعطي الأمر بالانسحاب، أعطى أوامره المساعده الرئيسي الصيمري أو السيمري، بالعبور إلى الضفة الشرقية مع عدد من الديلميين من أصحاب الكفاءة العالية لديه، بينما سيحاول هو نفسه تشتيت انتباه القوات الحمدانية بحيلة.
تم تنفيذ الخطة ليلة الأول من أغسطس، حيث قاد معز الدولة عددًا من الرجال شمالًا، وأمرهم بإشعال المشاعل وتفجير الأبواق على طول الطريق، وحينما رأى الجيش الحمداني تحركاته، قرر التحرك شمالاً لمنعه من عبور النهر، ولذلك أصبح للصيمري وجنوده الحرية في العبور إلى الجانب الشرقي وبدأوا في القيام بذلك، وعندما أدرك الجيش الحمداني ما يحدث، أرسلوا عددًا من رجال الزابزاب لإيقافه، واندلع قتال عنيف، في النهاية انتصر الديلميون وتم دفع القوات الحمدانية إلى بوابة الشماسية في الركن الشمالي الشرقي من المدينة.
مع انتشار الديلميين في جميع أنحاء شرق بغداد، بدأ الجيش الحمداني في الانهيار وانترت بينهم حالة من الفوضى، حينئذ، أدرك ناصر الدولة أنه سيخسر المدينة اذا استمرت الفوضى، فأمر ابن شيرزاد بتولي قيادة القوات ودفع الديلميين إلى الخلف عبر النهر، انطلق ابن شيرزاد، ولكن عندما حاول إقناع الجنود المذعورين بإعادة تجميع صفوفهم، لم يتمكن من القيام بذلك، ولذلك قرر الفرار، ثم أدرك ناصر الدولة خسارة القتال وآثر الانسحاب، فانسحبت القوات الحمدانية من بغداد وسمحت للبويهيين باستعادة السيطرة على المدينة.
وفي هذه الأثناء، بقيت منطقة شرق بغداد في حالة من الاضطراب، حيث احتلَّ الجيش البويهي، الأحياء الشرقية من المدينة وبدأ بالانتقام من السكان لدعمهم للحمدانيين أثناء القتال، وتجاهلوا أمر معز الدولة بالامتناع عن النهب، وبدأوا في النهب، وأشعلوا النار في المنازل، وقتلوا عدداً من المدنيين، فر العديد من السكان خوفًا وحاولوا التوجه شمالًا إلى عكبرا، لكنهم ماتوا على طول الطريق بسبب حرارة الصيف، توقفت الفوضى فقط عندما أعدم الصيمري العديد من اللصوص وأرسل دوريات لاستعادة النظام.

## ما بعد الكارثة
بعد طردهم من بغداد، تقدم ناصر الدولة وابن شيرزاد والجيش الحمداني نحو نهر دجلة إلى عكبرا لإعادة تجميع صفوفهم. وبعد وصولهم أرسل ناصر الدولة مبعوثًا إلى معز الدولة لطلب السلام. و قد وافق معز الدولة على ذلك بشروط، لتنتهي الحرب بين الجانبين، وقد وافق معز الدولة على الاعتراف بالحمدانيين حكاماً للمنطقة الممتدة من تكريت شمالاً، وبإعفائهم من التزام نقل عائدات الضرائب من الموصل ومنطقة ديار بكر، وفي المقابل، أصبح ناصر الدولة مسؤولاً عن تحويل عائدات الضرائب من مصر الإخشيدية والشَّام إلى بغداد، ووعد بإرسال الإمدادات بانتظام إلى المدينة التي كانت معفاة من أي ضرائب، بالإضافة إلى ذلك، وافق على الاعتراف بالمطيع لله خليفةً شرعياً.
ولم يتم إبلاغ المرتزقة الأتراك في الجيش الحمداني بالاتفاق على السلام، وكانوا قد عارضوا بشدة استمرار احتلال معز الدولة لبغداد، فلما علموا أن الأميرين قد اتفقا على الصلح، تمردوا على ناصر الدولة وأجبروه على الفرار، اضطر ناصر الدولة إلى طلب المساعدة من معز الدولة، وتم إرسال جيش بويهي بقيادة الصيمري لقمع الأتراك وتنفيذ المعاهدة، هزم الصيمري الأتراك وأكد ناصر الدولة في منصبه، لكنه صادر أيضًا عددًا من الإمدادات وأخذ ابن ناصر الدولة كرهينة للتأكد من التزامه بشروط السلام. ثم عاد إلى بغداد.
في نهاية المطاف، لم يدم السلام لفترة طويلة بين الجانبين، وفي أقل من ثلاث سنوات على المُعاهدة، كان البويهيون والحمدانيون قد دخلوا في حالة حرب مرة أخرى مع بعضهم البعض.

## ملحوظات
1. ↑  See Canard, "Hamdanids," pp. 127-8 for a condensed chronology of these campaigns
2. ↑  Zettersteen and Busse, p. 484
3. ↑  Kabir, p. 7
4. ↑  Miskawaihi, p. 88
5. ↑  Donahue, p. 34
6. ↑  Canard, "Histoire," p. 513; Miskawaihi, pp. 89-90
7. ↑  Miskawaihi, p. 86, notes that Nasir al-Dawla had effectively stopped paying the required tribute even before the Buyid takeover of Baghdad
8. 1 2  Bacharach, p. 58
9. ↑  Miskawaihi, pp. 92-3; Canard, "Histoire," p. 513
10. ↑  Miskawaihi, p. 93; Canard, "Histoire," pp. 513-4
11. ↑  Miskawaihi, p. 93; Canard, "Histoire," p. 514
12. ↑  Miskawaihi, pp. 93-4
13. ↑  Miskwaihi, pp. 93-5
14. ↑  Miskawaihi, pp. 93, 95; Canard, "Histoire," p. 514
15. ↑  Miskawaihi, p. 95; Canard, "Histoire," pp. 514-5
16. ↑  Miskawaihi, pp. 94-5; Canard, "Histoire," p. 514; Donahue, p. 34
17. ↑  Miskawaihi, p. 99
18. ↑  Miskawaihi, pp. 95-6; Canard, "Histoire," p. 515; Donahue, p. 34
19. ↑  Miskawaihi, pp. 96-7. August 1 was the last day of 334 A.H.
20. 1 2  Miskawaihi, p. 97
21. ↑  Miskawaihi, p. 111
22. ↑  Miskawaihi, pp. 112-4; Donahue; p. 35; Canard, "Hamdanids," p. 127
23. ↑  Miskawaihi, p. 118ff.; Donahue, p. 35; Canard, "Hamdanids," p. 127